# Vlag van Estinnes
De vlag van Estinnes is op 18 december 1998 bij raadsbesluit vastgesteld als de vlag van de Henegouwse gemeente Estinnes. De vlag kan als volgt worden beschreven:
Groen met een wit ankerkruis, omgeven door twee witte zespuntige sterren op elke diagonaal, en met nog een zespuntige ster bij de vlucht.
De vlag werd pas op 30 april 1999 bevestigd door de Franse Gemeenschapsregering. De vlag is gebaseerd op het gemeentewapen.